# Битка при Мохач (1687)
Битката при Мохач е австрийски опит за окончателно отбиване на Османската империя от Османска Унгария, след предишната битка при Мохач (1526).
След австрийската победа унгарският народен собор признава императора на Свещената Римска империя за крал на Унгария. Битката, с оглед на символизма на мястото, е своеобразен реванш за предходната османска победа, в резултат от която за 160 години по-голяма част от земите на Короната на св. Стефан преминават в османско владение.

## Предистория
През 1686 г. австрийците след битката при Виена превземат бившата унгарска столица Буда, което е много голям успех за времето си. Османската империя отправя предложение за мир в края на годината, което е отхвърлено, защото императорът искал да завладее цяла Унгария.
През април 1687 г. във Виена е приет стратегически план за по-нататъшно настъпление в дълбочина. Двете армии се срещат в средата на юли на река Дунав. Османската армия, наброяваща над 80 хиляди души, е водена от великия везир Сюлейман паша. В състава ѝ са 20 хил. бошняци, 20 хил. мамелюци, 20 хил. спахии и 20 хилядна армия изпратена от кримския хан. Тя се укрепва пред Осиек на река Драва. Австрийците имат на разположение 40 хил. лотарингска армия и още 20 хил. баварци, предвождани от курфюрста Максимилиан II.

## Ход на сражението
Австрийците предприемат неуспешен опит за десант и укрепване на десния бряг на Драва. На 12 август, по съвет на император Леополд I (Свещена Римска империя), австрийските сили предприемат организирано отстъпление, което е сметнато от Сюлейман паша за бягство. Австрийците прилагат тактическа хитрост и примамват османските сили да изоставят укрепената си позиция. Сюлейман паша решава да разгроми австрийската армия, когато баварците навлизат в гора. За целта вкарва на десния си фланг спахийската конница, обаче баварската кавалерия оказва жестока съпротива. Същевременно османският велик везир се опитва и отляво да обкръжи австрийската армия и да я унищожи напълно. Изправени пред тази възможност, австрийските сили се хвърлят в отчаяна защита. Османската артилерия обаче е неефективна и генерал Йохан Норберт Пиколомини хвърля кавалерията в контраатака срещу спахийските редици и ги обръща в бягство. В този момент нерешителността на Сюлейман паша изиграва фатална роля и виждайки жестоката съпротива, заповядва организирано османско отстъпление. За сметка на това, австрийците се решават на мащабна контраатака и в крайна сметка обръщат цялата османска армия в бягство.

## Последствия
Османската загуба има не толкова военно, колкото психологическо измерение и значение. Османците губят целия обоз, по-голямата част от артилерията (66 оръдия) и според някои оценки 10 хиляди души. Загубата е оценена на около два милиона дуката, включително луксозната шатра на великия везир със 160 османски знамена.
Поражението при Мохач вкарва Османската империя във вътрешнополитическа криза. Бойният дух на османската армия е нисък, а след битката избухва бунт на еничарите и спахиите срещу великия везир. Сюлейман паша се спасява с бягство в Истанбул, където го застига султанската заповед на Мехмед IV за екзекуция, по примера на Кара Мустафа преди пет години. След по-нататъшните репресии, анадолските секбани водени от Йеген Осман ага свалят от власт султана и издигат нов – Сюлейман II.
Възползвайки се от на практика избухналата османска гражданска война, австрийците навлизат дълбоко на османска територия. Осъществявайки хабсбургска окупация на Сърбия (1686 – 1691), е опожарено Скопие. Военни действия на османския Балкан не са се водили от над два века – от времето на Янош Хуниади. В градската джамия на Кюстендил, на 20 март 1690 г., е заклан Зияде Ахмед ефенди. Мюсюлманското население бяга от Унгария, Славония и Трансилвания, отчасти поради репресии от християни, отчасти защото мюсюлманското законодателство предвижда емиграция в случай на завладяване на мястото им на пребиваване от немюсюлмани.
В крайна сметка, след като на власт идва Фазъл Мустафа паша, австрийците са прогонени от Балкана, но последвалите два последователни опита (битка при Сланкамен и битка при Зента) за връщане на Унгария са неуспешни. Във втората начело на османската армия е османският султан и халиф /Мустафа II/, което не се е случвало от времето на Сюлейман Великолепни.